# Chris Farlowe
Chris Farlowe (13 de outubro de 1940) é um cantor britânico de rock, blues e soul. É mais conhecido por seu single "Out of Time", que alcançou a 1ª colocação das paradas musicais do Reino Unido em 1966, além das associações com as bandas Colosseum,The Thunderbirdse Atomic Rooster.

## Discografia

### Álbuns
- 1966 Chris Farlowe and the Thunderbirds
- 1966 14 Things to Think About
- 1966 The Art of Chris Farlowe
- 1969 The Last Goodbye
- 1970 From Here to Mama Rosa
- 1985 Out of the Blue
- 1986 Born Again
- 1992 Waiting in the Wings
- 1994 Swinging Hollywood
- 1995 Lonesome Road
- 1996 As Time Go By
- 1998 The Voice
- 2001 Glory Bound
- 2003 Farlowe That!
- 2005 Hungary for the Blues
- 2008 Hotel Eingang

### Ao vivo
- 1975 Chris Farlowe Band Live
- 1986 The Live EP: Live in Hamburg
- 1991 Chris Farlowe & Roy Herrington Live in Berlin
- 1994 Superblues
- 1996 BBC in Concert
- 2006 At Rockpalast

### Trilha-sonora
- 1968 Tonite Let's All Make Love In London

### EPs
Lançados pela Immediate Records entre 1965-1970
- IMEP001 Farlowe in the Midnight Hour
- IMEP004 Chris Farlowe Hits

### Singles
Lançados pela Immediate Records entre 1965-1970
- IM016 "The Fool" / "Treat Her Good"
- IM023 "Think" / "Don't Just Look At Me"
- IM035 "Out of Time" / "Baby Make It Soon"
- IM038 "Ride On Baby" / "Headlines"
- IM041 "My Way of Giving" / "You're So Good To Me"
- IM049 "Yesterday's Papers" / "Life is But Nothing"
- IM056 "Moanin'" / "What Have I Been Doing"
- IM065 "Handbags and Gladrags" / "Everyone Makes a Mistake"
- IM066 "The Last Goodbye" / "Paperman Fly in the Sky" (lado-B com o The Thunderbirds)
- IM071 "Paint It Black" / "I Just Need Your Loving"
- IM074 "Dawn" / "April was the Month" (com o The Thunderbirds)
- IM078 "Out of Time" / "Ride On Baby"

### DVDs
- 2006 At Rockpalast